# Gedeskæg
Gedeskæg (Tragopogon) er en slægt, som er udbredt i Europa, Mellemøsten, Iran og Sibirien. Nogle af arterne er naturaliseret i Nordamerika. Det er stauder med oprette, fågrenede stængler. Bladene er linjeformede og helrandede. Blomsterne er samlet i endestillede kurve med jævn overgang mellem randkroner og skivekroner. Frugterne er nødder, som bærer fnok.
| Beskrevne arter |

- Havrerod (Tragopogon porrifolius)
- Eng-Gedeskæg (Tragopogon pratensis)

| Andre arter |

- Tragopogon coelesyriacus
- Tragopogon dubius
- Tragopogon krascheninnikovii
- Tragopogon pusillus[1]

## Note
1. ↑  Listen er opstillet efter GRIN: Tragopogon Arkiveret 4. november 2004 hos  Wayback Machine (engelsk)